# 蒙特勒韦勒 (汝拉省)
蒙特勒韦勒（法語：Montrevel）是法国汝拉省的一个市镇，位于该省西南部，属于隆斯勒索涅区。该市镇总面积6.39平方公里，2015年时的人口为97人。

## 人口
蒙特勒韦勒人口变化图示